# Borgviks distrikt
Borgviks distrikt är ett distrikt i Grums kommun och Värmlands län. Distriktet ligger omkring Borgvik i södra Värmland.

## Tidigare administrativ tillhörighet
Distriktet inrättades 2016 och utgörs av en del av området Grums köping omfattade till 1971, delen som före 1969 utgjorde Borgviks socken.
Området motsvarar den omfattning Borgviks församling hade vid årsskiftet 1999/2000.

## Tätorter och småorter
I Borgviks distrikt finns två småorter men inga tätorter.

### Småorter
- Borgvik
- Sjöhaget